# Aikidó
Az igazi harcos mindig három fegyverrel rendelkezik: a békesség ragyogó kardjával; a bátorság, bölcsesség és barátság tükrével; valamint a megvilágosodás értékes drágakövével.

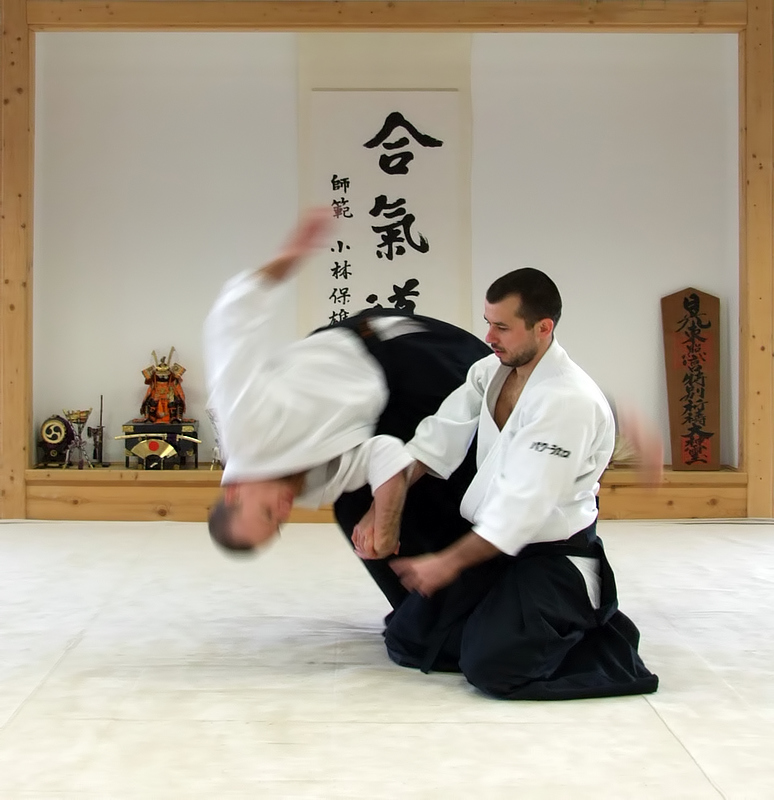
Sihónage technika, „az egyik fél ül” helyzetben (hanmihandacsi-vaza) végrehajtva. Az uke „mae ukemit” hajt végre, hogy biztonságban érjen földet.

Az aikidó (合気道, nyugaton Aikido, Aikidō) tradicionális alapokra épülő modern, japán harcművészeti ág. Alapítója Uesiba Morihei, ismertebb nevén O-szenszej, azaz „Nagymester”, „Nagy tanító”.

## Leírása
Az aikidó gyakorlati technikái a kifinomult mozgáson, az ellenfél erejének érzékelésén és elvezetésén, valamint annak szétszórásán vagy az ellenfélre való visszafordításán alapulnak. Az Alapító (Uesiba Morihei) megfogalmazása szerint az aikidó egy olyan "Út, amellyel le tudjuk győzni a konfliktusokat magunkban, és amellyel békét teremthetünk a világegyetemben". Ennek megfelelően az aikidó gyakorlása során nem létezik ellenfél vagy ellenség, hanem partner van, akit vezetnünk és irányítanunk kell. A gyakorlónak tehát nem a pusztításra, hanem minden esetben az építő jellegű konfliktuskezelésre kell törekednie.

## Alapítása
Uesiba Morihei, az Alapító fiatal korában számos harcművészetben szerzett magas szintű tapasztalatot. Ezek közül a Takeda Szókakutól tanult daitó-rjú dzsú dzsucu és a jagjú sinkage-rjú kendzsucu hatásai, valamint a kínai belső irányzatok közül ismert pakua csang kitérő mozgástechnikái a legszembetűnőbbek.
Az alapító spirituális fejlődésére – a harci gyakorlatok mellett – jelentős befolyással volt az, hogy az Ómoto-kjó nevű sintó szekta követőjévé vált. A szekta célja a „Béke Királyságának” megalapítása volt, amelyet Mongólia területén szerettek volna felépíteni. Ez a szellemi hatás az aikidóban is jelentkezik. Ó-szenszej ennek hatására ismerte fel, hogy a budóban a harcművészetek gyakorlása és a filozófiai, spirituális tanítások ismerete egyaránt fontos. Az aikidó alapelvei a későbbiektől szorosan a taoista világképre épülnek, s ahogy Uesiba Morihei is sokszor hangsúlyozta: az aikidó megvalósítása során elengedhetetlen a jin és jang kölcsönhatásának a megismerése és a gyakorlatban történő alkalmazása.

## Jelentése

Az aikidó hagyományos írásjegyei

Az aikidó szót három ideogramma alkotja:
- Az AI jelöli az egységet, az egyesítő cselekvést, az egyesülést és a harmóniát;
- A KI írásjele a rizsfőzés során felszálló gőzt jelképezi, így a levegőhöz, a légzéshez, az életerőhöz kapcsolódik. A távol-keleti gondolkodásban a KI az univerzumot átható egyetemes energiát jelenti;
- A DÓ két részből álló, egy fejet, valamint az előre haladó mozgást ábrázoló ideogramma, mely egy járás közben az útját fürkésző emberként értelmezhető; ezt általában ösvénynek, útnak,valamint az emberiség szolgálatában végrehajtott feladatnak fordítják.

A három szótag leggyakoribb magyarázata alapján az aikidó leginkább ismert fordítása „Az univerzum energiájával való egyesülés útja”.

## A védekezés etikája
Az aikidó gyakorlásának kulcsfontosságú, alapvető eleme a védekezés etikájának ismerete; ez az, ami O-szenszej művészetét a harcművészetek többségétől megkülönbözteti. A védekezés etikája az alábbi négy szintre osztható:
1. A gyakorló provokáció nélkül, saját maga kezdeményezi a támadást, és megöli a másikat. Provokáció nélküli, agresszióból eredő közvetlen támadás – a négy fázis közül erkölcsileg ez képviseli a legalacsonyabb szintet. A harci módszerek ismerői közül például a nindzsák dolgoztak ilyen szellemben.
2. A gyakorló nem közvetlenül támadja meg a másikat, hanem kiprovokálja, hogy az támadjon. Erre a gyakorló megsemmisítő erejű védekezéssel reagál, megöli a támadót. Erkölcsileg csupán leheletnyi választja el az előzőtől. Sok példa van erre, az erő fitogtatásából eredő kihívásos küzdelmek hasonlóak ehhez.
3. A gyakorló békés szándékú: nem támadja, nem provokálja a másikat – viszont mikor a másik váratlanul megtámadja őt, nem kíméli a támadót, csak a saját biztonságára és épségére gondol, miközben súlyosan megsebesíti vagy megöli a támadóját. Ez a viselkedés ismerős a legtöbb japán és kínai harci módszerben, és a szamuráj hagyományokban is. Miközben a gyakorló saját magát védi a sérülésektől, a módszere a másik elpusztításával jár.
4. A gyakorló békés szándékú: nem támadja, nem provokálja a másikat – viszont mikor a másik váratlanul megtámadja őt, olyan szakértelemmel és kontrollal védi meg magát, hogy a támadónak nem kell meghalnia, sőt még csak súlyosan megsérülnie sem. A támadót ellenőrzése alatt tartva lehetőséget teremt a helyzet legjobb megoldására. Az aikidó célja ez utóbbi harcművészeti elv gyakorlati megvalósítása.[1]

## Gyakorlás
Az aikidó gyakorlása többnyire páros helyzetekben zajlik. Az egyik fél (az úgynevezett uke) egy meghatározott támadást indít a másik fél irányába. A másik fél (tori vagy nage) – eleinte egy meghatározott technikával, majd később szabadon választott módon (dzsiju-vaza – szabad harc) – semlegesíti a támadó fél akcióját. A tori jelentése az a fél, aki a technikát végrehajtja; az uke jelentése pedig az a fél, akin a technikát végrehajtják.
A gyakorlás történhet állóhelyzetben (tacsi-vaza); szeizában, vagyis térdelő ülésben (szuvari-vaza); illetve úgy, hogy az uke álló helyzetből támad a szeizában lévő torira (hanmi-hantacsi-vaza).
Az uke által végrehajtott támadás lehet fogás, ütés, vágás, rúgás, történhet szemből és hátulról. Mivel az aikidó nem támadó jellegű harcművészet, a gyakorlás során ezen támadásokra nem fektetnek akkora hangsúlyt, mint a többi harcművészetben. Ugyanakkor az őszinte és erőteljes támadások a feltételei annak, hogy az aikidótechnikákat helyesen lehessen gyakorolni.
Az aikidóban nem rendeznek versenyeket, hanem bemutatókon népszerűsítik a harcművészetet, a tanulók pedig a folyamatos munkájuk értékelésével és a vizsgagyakorlatok bemutatásával léphetnek magasabb fokozatra.
Az aikidó gyakorlásának másik pillérét a fegyveres gyakorlatok jelentik. Az edzéseken használt fegyverek fából (ritkábban műanyagból) készülnek; ilyenek a bokken (fakard), dzsó (bot), illetve tantó (fából készült, kés alakú gyakorlófegyver). A bokkennel való gyakorlást aiki-kennek, a dzsóval való gyakorlást aiki-dzsónak nevezik.
Az aikidóban számtalan kidolgozott technika van, ezeknek pedig több ezer változata ismert. A védekezést fogások, csavarások, leszorítások és dobások által valósítja meg a gyakorló. Ezen túl pedig a gyakorlás célja nemcsak az, hogy az adott technikák használatát minél jobban megtanulja a gyakorló, hanem az is, hogy rajtuk keresztül megértse azon elveket, amelyek az aikidó lényegét jelentik, s amelyek által később megszabadulhat a technikák alkalmazásának kötöttségeitől.
A helyes távolság megtartása, az időzítés, a saját stabil állapot megtartása, az ellenfél kibillentése, a támadó erejének elvezetése, a testi-lelki és szellemi egyensúly megvalósítása – mind az aikidó alapvető elveit jelentik.

## O-szenszei legfontosabb szabályai az aikidó gyakorlására
- Az aikidó egyetlen csapással dönt életről és halálról, ezért a tanítványoknak gondosan kell követniük instruktoruk tanításait, és nem szabad vetélkedni, hogy lássák, ki a legerősebb.
- Az aikidó egy olyan út, ami megtanít több ellenséggel bánni egyszerre. A tanítványoknak képezniük kell magukat, hogy ne csak előre, hanem minden oldalra tudjanak figyelni.
- Az edzésnek mindig kellemes és vidám légkörben kell folynia.
- Az instruktor csak egy kis szemszögét tanítja a művészetnek. Sokoldalú alkalmazásait minden egyes tanítványnak magának kell felfedeznie szüntelen gyakorláson és edzésen keresztül.
- A mindennapi gyakorlásban először kezdd a tested megmozgatásával és aztán haladj az intenzív gyakorlás felé. Sose erőltess bármit természetellenesen vagy észszerűtlenül. Ha ezt a szabályt követed, akkor még az öregek sem fognak megsérülni, és kellemes és vidám légkörben folyhat a gyakorlás.
- Az aikidó célja a test és a lélek edzése, őszinte és komoly emberek kifejlesztése. Mivel ezeket a technikákat csak a beavatottak tanulhatják, ne áruld el másoknak, mert az lehet a következménye, hogy gengszterek kezdik el használni.

## Szellemi háttér
Az aikidó gyakorlásának célja a test és az elme fejlesztése, valamint az univerzum valódi természetének és mibenlétének a megértése. Amennyiben ez sikerül, az egyén összhangba kerül a világmindenséggel, s az így keletkező harmónia kioltja, feloldja azt a feszültséget, amit a támadó szándék hozott létre. Az aikidóban tehát nem arra kell törekedni, hogy felülkerekedjünk az ellenfelünkön, hanem arra, hogy összhangba kerüljünk vele, és a harmóniával kioltsuk a diszharmóniát. A technikák tehát nem harci technikák, nem a pusztítás a céljuk, hanem a partner és ezáltal önmagunk megismerésének, s a világegyetem megértésének eszközei.
"Változtasd meg az érzékelésed arról, hogy valójában hogyan is néz ki és működik a világegyetem. A harci technikákat alakítsd a tisztaság, jóság és szépség hordozóivá, és sajátítsd el ezeket magas szinten. Amikor az eget, földet és emberiséget összekötő, mindent harmóniába hozó kard testet ölt, az ember felszabadul, és képessé válik megtisztítani és keményen alakítani önmagát."
"Ne gondolkozz a technikán, ha feltűnik az ellenfél! Ha így teszel, ez azt bizonyítja, hogy túlságosan leköt téged! Az aikidóban ha létezik ellenfél, valójában mégsem létezik. Mivel voltaképpen egyek vagytok, ha te mozdulsz, ő követ téged. Tehát, ha úgy mozogsz, ahogy azt te szeretnéd, az »ellenfél« veled együtt mozog."